# Каїн XVIII
«Каїн XVIII» (рос. «Каин XVIII») — російський радянський художній фільм-притча 1963 року, поставлений на «Ленфільмі» режисерами Надією Кошеверовою та Михайлом Шапіро за п'єсою Євгенія Шварца «Голий король», перероблену згодом у сценарій «Двоє друзів».
Прем'єра фільму в СРСР відбулася 6 травня 1963 року.

## Зміст
Это сказка без затей, но она не для детей..!

Служит пусть она примером

по «неведомым краям»

разным канцлерам-премьерам, генералам-изуверам, экс — и просто королям!

Красуню принцесу хочуть видати заміж проти її волі. А допомогти їй може тільки мандрівний музикант жебрак. У душі хлопець справжній лицар, і дівчина шляхетної крові може оцінити це як ніхто інший. Подолавши всі перешкоди, вони зможуть бути разом і довести, що любов сильніша за всі умовні соціальні кордони.

## Ролі
- Ераст Гарін — король Каїн XVIII
- Лідія Сухаревська — королева Власта
- Світлана Лощиніна — принцеса Мілада, дочка королеви Власти
- Юрій Любимов — Перший Міністр короля Каїна XVIII
- Бруно Фрейндліх — начальник Таємної Поліції короля Каїна XVIII
- Михайло Жаров — військовий міністр
- Олександр Дем'яненко — Ян, бродячий співак
- Станіслав Хитров — Жан, бродячий співак
- Олександр Беніамінов — придворний учений короля Каїна XVIII
- Рина Зелена — іноземна гувернантка Мілад
- Михайло Глузський — начальник королівського полювання
- Борис Чирков — туалетний працівник
- Георгій Віцин — кат

## В епізодах
- М. Андрєєв-Горін — епізод
- Гликерія Богданова-Чеснокова — Перша придворна дама в королівстві Власти
- Євген Дубасов — священик
- Ігор Дмитрієв — придворний («В мене [зуби] не вставлені, бо свої ще не випали.»)
- Борис Ільясов — офіцер, супроводжуючий гармату
- Анатолій Королькевич — агент з гвоздикою
- Людмила Люлько — жінка-генерал в червоному перуці
- Оскар Лінд — генерал в окулярах
- Марина Полбенцева-Ганулич — Офелія, дружина вченого
- Микола Трофімов — агент таємної поліції № 214, зображував позолочену статую у фонтані
- Борис Матюшкін — стражник-новобранець в королівстві Власти
- У титрах не вказані:
- Яків Гудкін — професор
- Віра Лінд — жінка-шпик
- Олександр Орлов — чиновник на балу
- М. Розенблюм — лакей
- Гелій Сисоєв — лакей («Біжу записуватися в добровольці!»)
- Віра Титова — сміхотлива городянка
- Борис Улитін — Авель
- Анатолій Шведерський — офіцер поліції

## Знімальна група
- Автори сценарію — Євген Шварц, Микола Ердман
- Режисери-постановники — Надія Кошеверова, Михайло Шапіро
- Главный оператор — Едуард Розовський
- Художники — Валерій Доррер, Абрам Векслер
- Художник по костюмах — Марина Азізян
- Композитор — Антоніо Спадавеккіа
- Звукооператор — Ілля Вовк
- Текст пісень — Олександра Хазіна
- Режисер — Анна Тубеншляк
- Художник-гример — Василь Ульянов
- Балетмейстер — Ігор Бельський
- Оператор — М. М. Аврутін
- Редактор — Яків Рохлін
- Монтаж — Ізольда Головко
- Асистенти:
режисера — А. Брянцева, Олександр Мельников, Людмила Шредерс
оператора — В. Тупіцин
- Комбіновані зйомки:
Оператори — Олександр Зав'ялов, Георгій Сенотов
Художник — Борис Михайлов
- Директор картини — Я. Родін

## Технічні дані
- повнометражний
- кольоровий

## Художніалюзії
- Розклад дзвінків («Король — 1 дзвінок, Перший міністр — 2 дзвінка, Міністр фінансів — дзвінок не працює») дуже яскраво асоціюється з подібними написами біля дверей комунальних квартир.
- «Атомний комар» — прямий натяк на ядерне протистояння наддержав — СРСР і США — в епоху «холодної війни» та перегонів озброєнь, при цьому не зовсім зрозуміло як професор мав намір використовувати його в мирних цілях.
- Король вимовляє перед придворними промову в стилі істеричних виступів Адольфа Гітлера.
- Обурення короля з приводу куріння — теж алюзія на нацистську Німеччину, де вперше була зроблена широкомасштабна кампанія по боротьбі з курінням.
- Після того, як комар сів Каїну на ніс, його помістили до намету, де він і перебував, поки не помер від страху — алюзія на перебування Гітлера в бункері, в якому він жив в останні дні війни в Європі, до тих пір, поки не покінчив життя самогубством.
- Пісенька ката: «Я палач трудовой, у меня семья…» — парафраз на тему побутової мотивації катівства в тоталітарному суспільстві за мотивами всесвітньо відомої праці філософа і соціолога Ханні Арендт «Природа тоталітаризму» (1951). Те ж саме можна сказати і про діалог ката з начальником таємної поліції у фіналі: «Поліція і кат повинні виїжджати, як карета швидкої допомоги — тільки за викликом».